# Number Ones: Up Close and Personal
Number Ones: Up Close and Personal (também chamada de Number Ones World Tour) é a sexta turnê da artista estadunidense Janet. A turnê será a maior da carreira de Janet, ultrapassando a "janet. World Tour" e a "The Velvet Rope World Tour", que tiveram 123 shows. A turnê suporta a última compilação de Jackson, "Number Ones". A turnê começará no dia dos Namorados, na Ásia.

## Antecedentes
| “ | Esta turnê será diferente das turnês que eu fiz no passado [...] Eu irei performar meus 35 singles número-um mundialmente em 35 cidades escolhidas pelos meus fãs! | ” |

Em 2008, Jackson iniciou sua primeira turnê em sete anos, a Rock Witchu Tour, que enfrentou muitas adversidades. A turnê foi aclamada pela maioria dos meios de comunicação, que comentavam sobre o peso que Jackson ganhou, desde o lançamento de "Discipline". Devido a problemas de saúde, muitos shows foram cancelados. Jackson planejava levar a turnê à Ásia, no início de 2009, porém as datas foram canceladas devido a crise econômica de 2008. Apesar dos contratempos, Janet lançou sua segunda compilação em novembro de 2009. Em entrevistas recentes, Jackson afirmou que queria para promover o álbum com uma turnê mundial, mas desistiu por inúmeras circunstâncias; durante esse tempo, Janet filmava os filmes "Why Did I Get Married Too?" e "For Colored Girls", além de sofrer a perda do irmão Michael Jackson.
Em junho de 2010, Jackson voltou a performar, no Essence Music Festival, que bateu recorde de público e foi elogiado pela mídia mundial. A performance inspirou Janet para a turnê.
Em 19 de novembro de 2010, a turnê foi anunciada através de um vídeo no website AOL Music. No vídeo, Jackson afirma que performará em 35 cidades escolhidas pelos seus fãs, através de uma votação em seu website oficial. As primeiras pessoas que votarem em cada uma das 35 cidades escolhidas ganharam uma cópia da compilação "Number Ones" e de seu livro, "True You". Também, em cada uma dessas cidades, Janet irá conhecer e honrar 20 jovens com menos de 20 anos que desempenham grande papel social em sua comunidade local. Em 13 de dezembro do mesmo ano, foi anunciada a primeira data, da cidade mais votada, Hong Kong.
| “ | Os fãs realmente esticaram os braços e votaram para Hong Kong, para ser a cidade da turnê no dia dos namorados. Estou emocionada por receber o seu voto e eu vou estar realizando o concerto em Hong Kong, 14 de fevereiro de 2011! | ” |

Mais cidades devem ser anunciadas até o final de 2010. Ao final das 35 cidades escolhidas pelos fãs, para completar os mais de 123 shows, a equipe de Janet escolherá outras datas e cidades de acordo com propostas.